# Cryptocephalus renatae
Cryptocephalus renatae – gatunek z rzędu chrząszczy z rodziny stonkowatych. Gatunek po raz pierwszy został naukowo opisany w 2001 roku przez Davide Sassiego.
Gatunek żyje na terenach Włoch i Macedonii Północnej.